# Pareronia valeria
Pareronia valeria är en fjärilsart som först beskrevs av Pieter Cramer 1776.  Pareronia valeria ingår i släktet Pareronia och familjen vitfjärilar. Inga underarter finns listade i Catalogue of Life.

## Bildgalleri

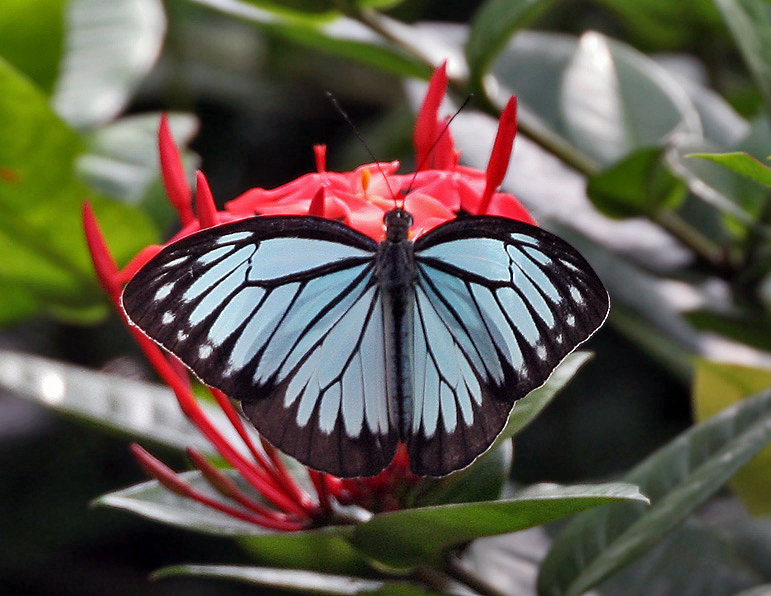
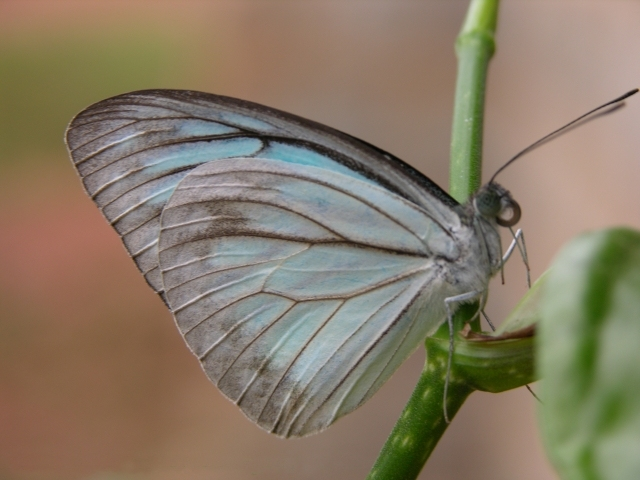
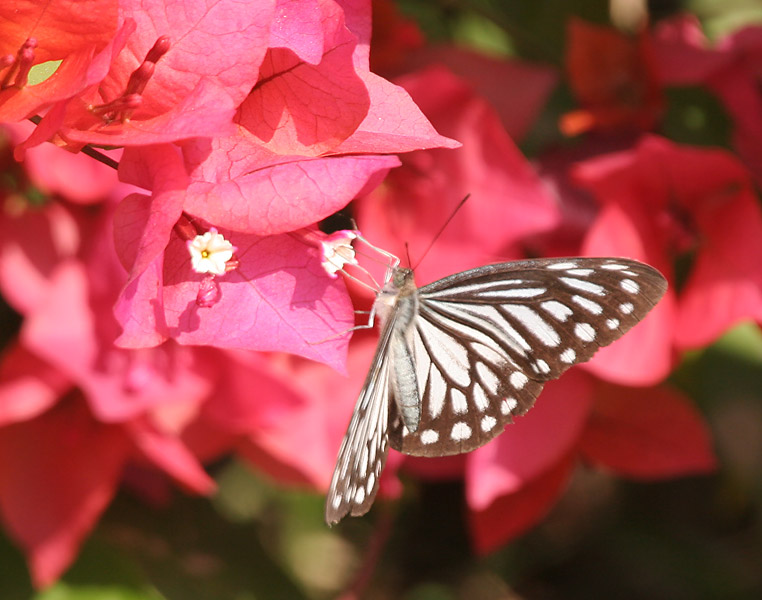
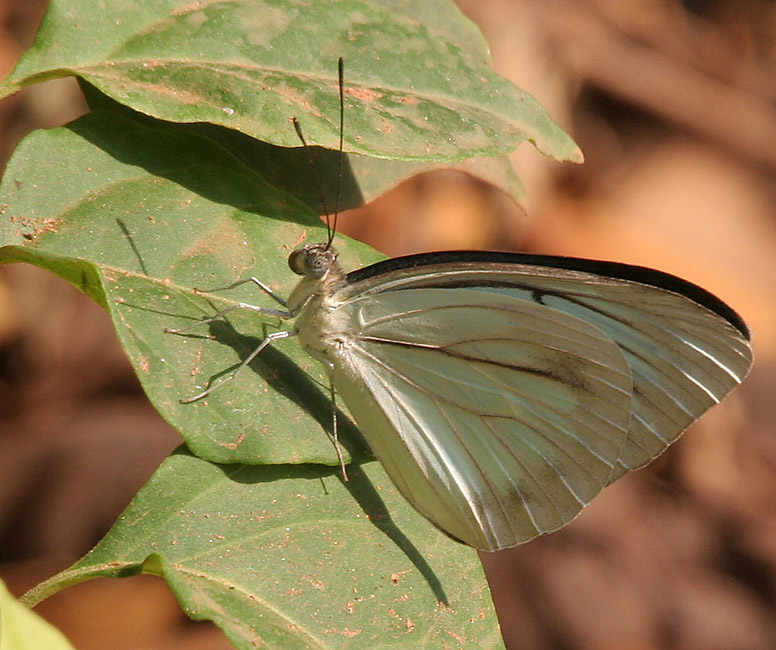
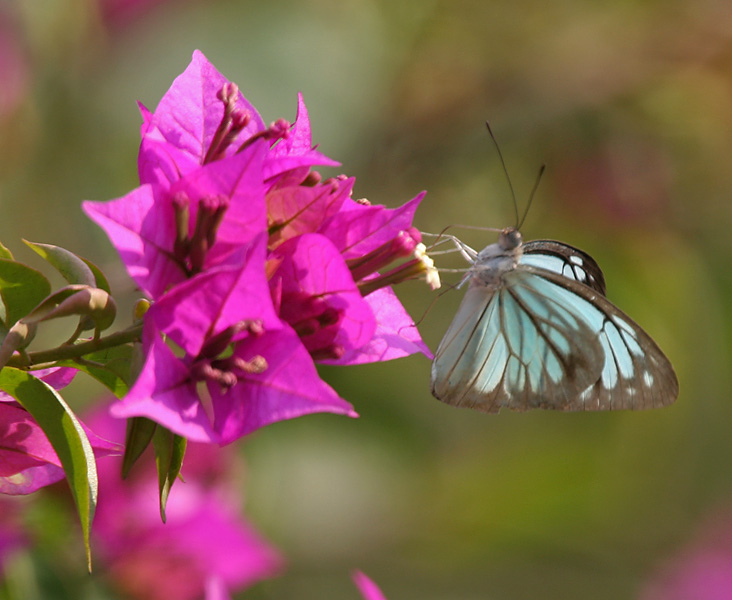
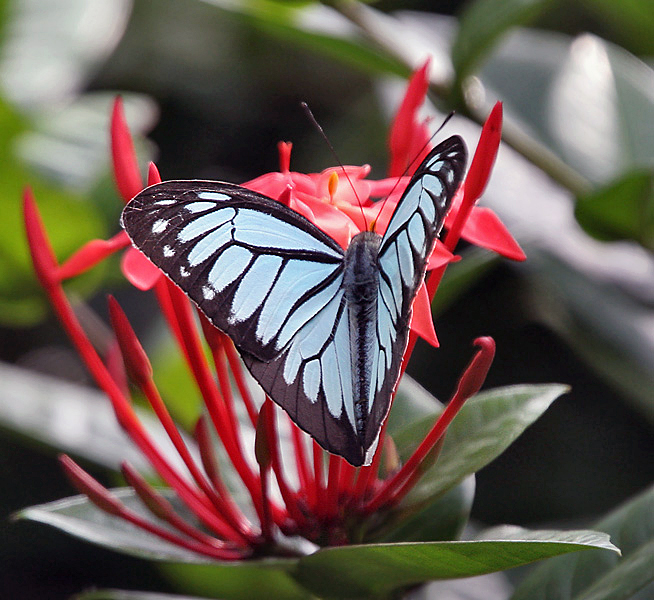